# Wagyl

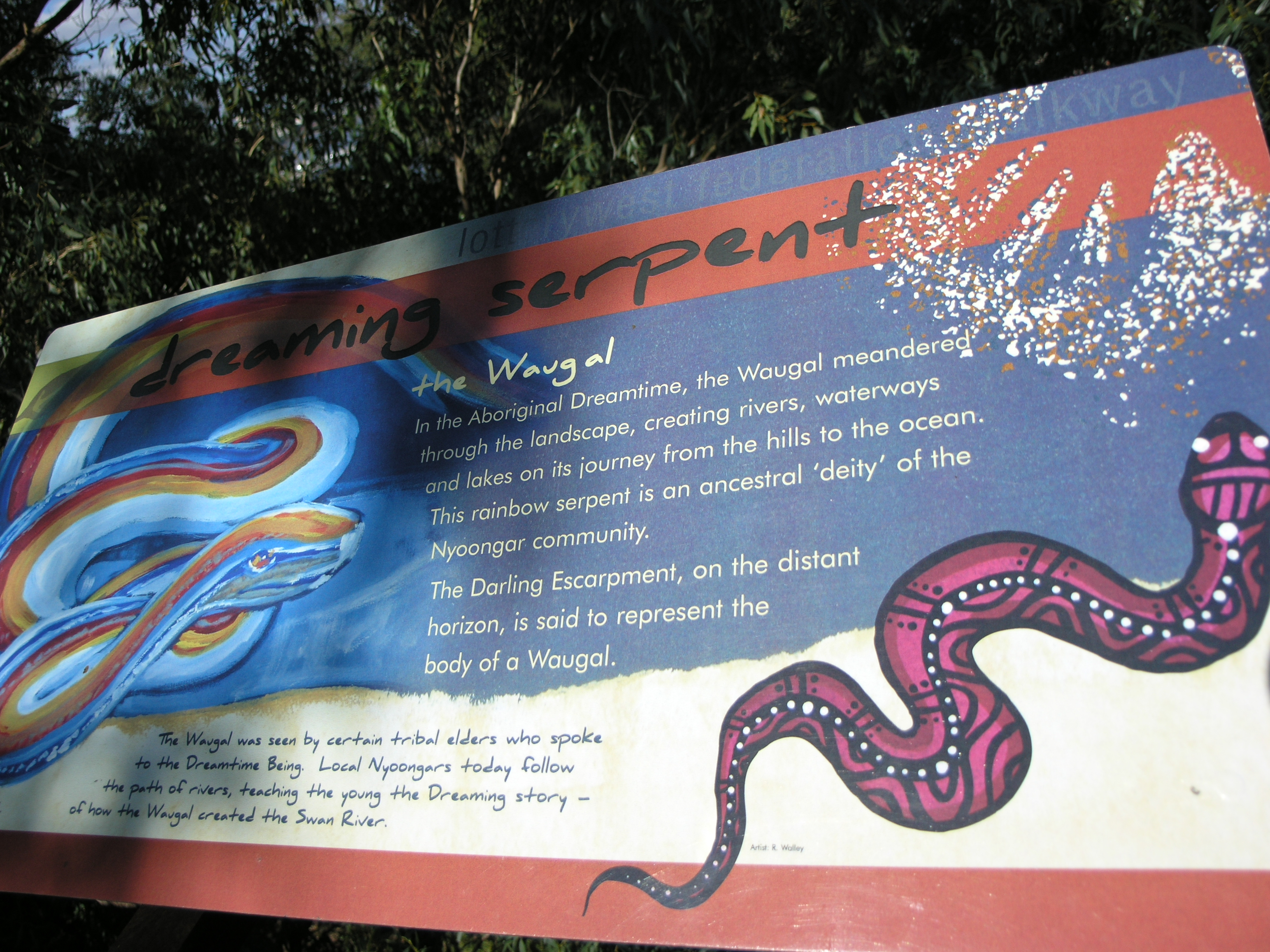
Le Wagyl sur un panneau à Perth (Australie-Occidentale)

Selon la culture Noongar, le Wagyl (que l'on peut également écrire Waugal ou Waagal) est une créature du « Temps du rêve » ressemblant à un serpent. Il est responsable de la création du Swan, de la rivière Canning, et d'autres cours d'eau des alentours de Perth, au sud-ouest de l'Australie-Occidentale.

## Le temps du rêve
Un être supérieur, le Serpent arc-en-ciel, créa l'univers et les peuples. Il délégua au Wagyl, une puissante divinité d'ordre inférieur, la création et la protection des cours d'eau, des lacs, des sources et de la Nature. Le peuple Noongar fut désigné comme gardien des territoires par le Wagyl. Le Wagyl était visible par certains sages de tribus qui parlaient aux êtres du Temps du rêve.
L'escarpement du Darling Range est supposé représenter le corps du Wagyl qui se repose sur le sol, avec ses courbes et contours de collines et de ravins, ses cours d'eau, ses lacs (comme le lac Monger) et ses sources. À mesure que le Wagyl glisse sur le sol, son chemin dessine les dunes de sable, son corps creuse le cours des fleuves et des rivières. Quand il s'arrête occasionnellement pour se reposer, il crée les baies et les lacs. Des piles de rochers sont censées être ses déjections et sont considérées comme sacrées. En se déplaçant, ces écailles se détachèrent et formèrent les forêts et les zones boisées de la région.
Il fut suggéré que les histoires sur le Wagyl représentaient la survivance dans la tradition orale de la mégafaune australienne, aujourd'hui éteinte. Il existait en effet un python long de 5-6 mètres (le Wonambi naracoortensis) qui était largement présents dans les états du sud de l'Australie.